# Massachusetts
Massachusetts o Masachusets (/mæsəˈtʃusɪts/ en inglés), oficialmente Mancomunidad de Massachusetts (en inglés Commonwealth of Massachusetts), es uno de los cincuenta estados que, junto con Washington D. C., forman los Estados Unidos de América. Su capital y ciudad más poblada es Boston.
Está ubicado en la región Noreste del país, división de Nueva Inglaterra, limitando al noroeste con Vermont, al norte con Nuevo Hampshire, al este con el golfo de Maine (océano Atlántico), al sureste con Rhode Island, al sur con Connecticut y al oeste con el estado de Nueva York. Con 27 336 km² es el séptimo estado menos extenso —por delante de Vermont, Nuevo Hampshire, Nueva Jersey, Connecticut, Delaware y Rhode Island. En 2024, según la Oficina del Censo de los Estados Unidos, el estado tiene una población de 7.136.171 habitantes, lo que lo convierte en  el estado más poblado de Nueva Inglaterra, el decimosexto más poblado de los Estados Unidos y el tercer estado más densamente poblado de los EE. UU., después de Nueva Jersey y Rhode Island.
El nombre del estado deriva del plural de la palabra Massachusett que significa "la gran colina". La capital de Massachusetts es la ciudad de Boston, que también es la ciudad más poblada de Nueva Inglaterra. Más del 80% de la población de Massachusetts vive en el área metropolitana del Gran Boston, una región de gran influencia en la historia, el mundo académico y la industria estadounidenses. Originalmente dependiente de la agricultura, la pesca y el comercio, Massachusetts se transformó en un centro de fabricación durante la Revolución Industrial. Durante el siglo XX, la economía de Massachusetts pasó de la manufactura a los servicios. El estado de Massachusetts, en la actualidad, es un líder mundial en biotecnología, ingeniería, educación superior, finanzas y comercio marítimo.
La gobernadora del estado es Maura Healey, y sus miembros del senado son Elizabeth Warren y Ed Markey. El estado es famoso internacionalmente por la calidad de sus universidades, entre las cuales se destacan la Universidad de Harvard, el Instituto Tecnológico de Massachusetts, Boston College, la Universidad de Boston, la Universidad de Massachusetts Amherst, la Universidad Northeastern, la Universidad Tufts o la Universidad de Suffolk, y por sus colegios de artes liberales, entre los que se destacan Amherst College, Berklee College of Music, Williams College y Clark University. También es conocido por los sitios de veraneo en parajes naturales y su infraestructura turística. Esta cualidad no es privativa de su famoso cabo Cod, sino de muchos otros lugares de Nueva Inglaterra.
Hace diez años[¿cuándo?] Massachusetts tenía la tasa de impuestos más alta de todos de los Estados Unidos, el estado ganó el sobrenombre de Taxachussetts. Hoy no obstante la mayoría de estados estadounidenses tiene tasa de impuestos mayor a la de Massachusetts.
En Massachusetts una ley da derecho a la vivienda a toda persona que la necesite, independientemente de su estatus migratorio.

## Geografía física

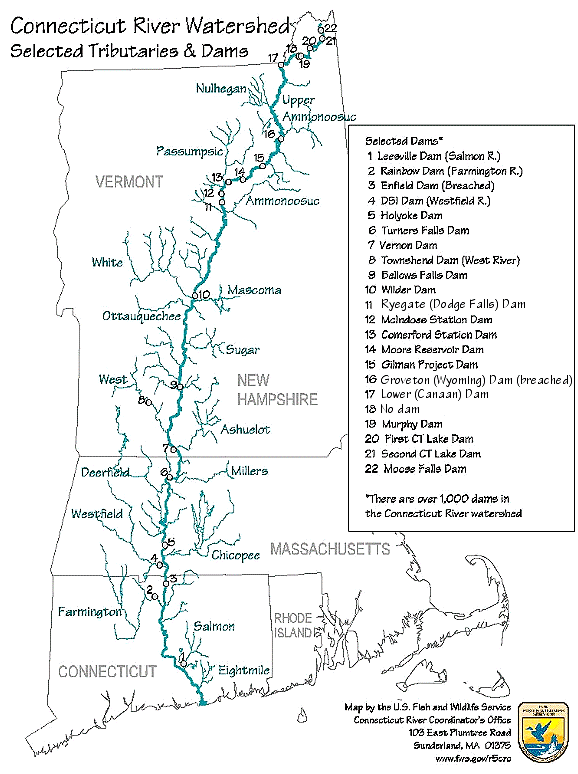
El río Connecticut atraviesa el estado de norte a sur

Massachusetts es el séptimo estado más pequeño de los Estados Unidos, ubicado en la región de Nueva Inglaterra en el noreste del país, con un área de 27 340 km². Limita al norte con New Hampshire y Vermont, al oeste con Nueva York, al sur con Connecticut y Rhode Island, y al este con el océano Atlántico. Massachusetts es el estado más poblado de Nueva Inglaterra.
Massachusetts es apodado «el estado de las bahías» (Bay State) debido a varias grandes bahías que dan forma distintiva a su costa: la bahía de Massachusetts y la bahía de Cape Cod, al este; la bahía de Buzzards, al sur; y varias ciudades y Mount Hope Bay en la que se encuentran varios pueblos en la frontera de Massachusetts-Rhode Island. En la parte sureste del estado hay una gran península arenosa en forma de brazo, Cape Cod. Las islas de Martha's Vineyard y Nantucket se encuentran al sur de Cape Cod, al otro lado del estrecho de Nantucket. 
El estado se extiende desde los montes Apalaches, en el oeste, a las playas y costas rocosas de la costa atlántica en el este.  La parte central del estado tiene colinas onduladas y rocosas, mientras que el oeste abarca un valle fértil y las montañas que rodean el río Connecticut, así como las montañas Berkshire. El centro geográfico de Massachusetts se encuentra en la ciudad de Rutland, en el centro del condado de Worcester.
Boston es la ciudad más populosa de Massachusetts, localizada en la desembocadura del río Charles, en el punto más interior de la bahía de Massachusetts. El este de Massachusetts está bastante densamente poblado y en su mayoría es población suburbana. En el oeste se encuentra el Connecticut River Valley, una mezcla bastante uniforme de enclaves urbanos (por ejemplo, Springfield, Northampton) y rurales (Amherst, South Hadley) y las Berkshire Mountains (una rama de los Apalaches) que permanece principalmente rural.

### Ecología
El principal bioma del interior de Massachusetts es el bosque templado caducifolio. Aunque gran parte del bosque primario ha sido talado para la agricultura, dejando sólo trazas en zonas aisladas, el crecimiento de bosque secundario ha regenerado muchas áreas rurales, como granjas abandonadas. En la actualidad los bosques cubren alrededor del 62 % del estado. Las zonas más afectadas por el desarrollo humano incluyen el área de Boston en el este, el área metropolitana de Springfield en el oeste y el principalmente agrícola Pioneer Valley. Los animales que se han extinguido localmente durante los últimos siglos incluye el lobo gris, el alce, el glotón y el puma.

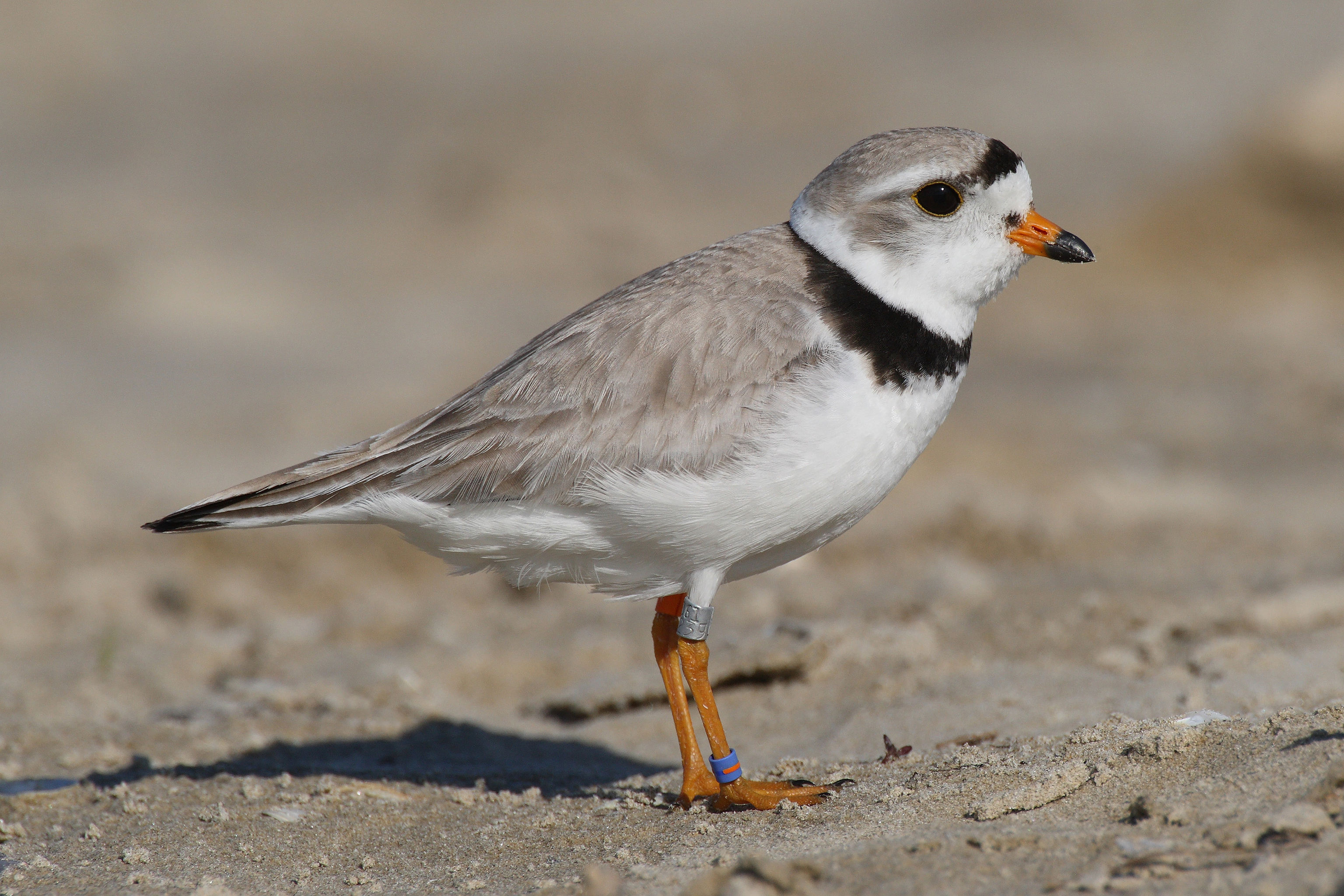
Algunas zonas costeras de Massachusetts proveen de alimento a especies como el frailecillo silbador.

Varias especies no corren peligro a pesar del aumento de la urbanización de Massachusetts. El halcón peregrino utiliza edificios de oficinas en las grandes ciudades como zonas de anidación, y la población de coyotes, cuya dieta puede incluir basura y carroña, ha ido aumentando en las últimas décadas. El venado de cola blanca, mapaches, pavos salvajes y la ardilla gris oriental también pueden encontrarse a lo largo de Massachusetts. En las zonas más rurales de la parte occidental del estado, los grandes mamíferos como alces y osos negros han regresado, en gran parte debido a la reforestación tras el declive de la agricultura regional.
Massachusetts está ubicada en la ruta atlántica norteamericana, una ruta migratoria para las aves acuáticas a lo largo de la costa atlántica. Los lagos en el centro del estado proveen hábitat para el colimbo grande, especialmente el embalse Quabbin, mientras que una importante población de pato de cola larga invernan en las afueras de Nantucket. Pequeñas islas y playas son el hogar del charrán rosado y son importantes áreas de reproducción para el amenazado frailecillo silbador. Las áreas protegidas tales como el Refugio Nacional de Vida Silvestre Monomoy Island proporcionan hábitat de reproducción para las aves playeras en peligro crítico y una variedad de fauna marina que incluye una gran población de focas grises.
Especies de peces de agua dulce en Massachusetts incluye lubinas, carpas, bagres y truchas, mientras que las especies de agua salada como el bacalao, eglefino y langosta americana pueblan las aguas marinas. Otras especies marinas como focas de puerto en peligro de extinción, las ballenas francas, así como las ballenas jorobadas, rorcuales, ballenas minke y delfínes del Atlántico.

## Historia
Massachusetts fue originalmente habitada por tribus de la familia lingüística algonquina, como los wampanoag, narragansett, nipmuck, pocomtuc, mohicanos y massachusett. Aunque el cultivo de calabazas y maíz suplementaba su dieta, estas tribus por lo general dependían de la caza, la recolección y la pesca para la mayor parte de su suministro alimentario. Las aldeas consistían en casas de campo llamadas tipis, las tribus eran lideradas por ancianos masculinos o femeninos conocidos como caciques.
A principios del siglo XVII un gran número de los pueblos indígenas en el noreste de lo que hoy es Estados Unidos murieron por epidemias como la viruela, el sarampión, la gripe y tal vez la leptospirosis. Entre 1617 y 1619 la viruela mató al 90 % de los nativos de la bahía de Massachusetts.

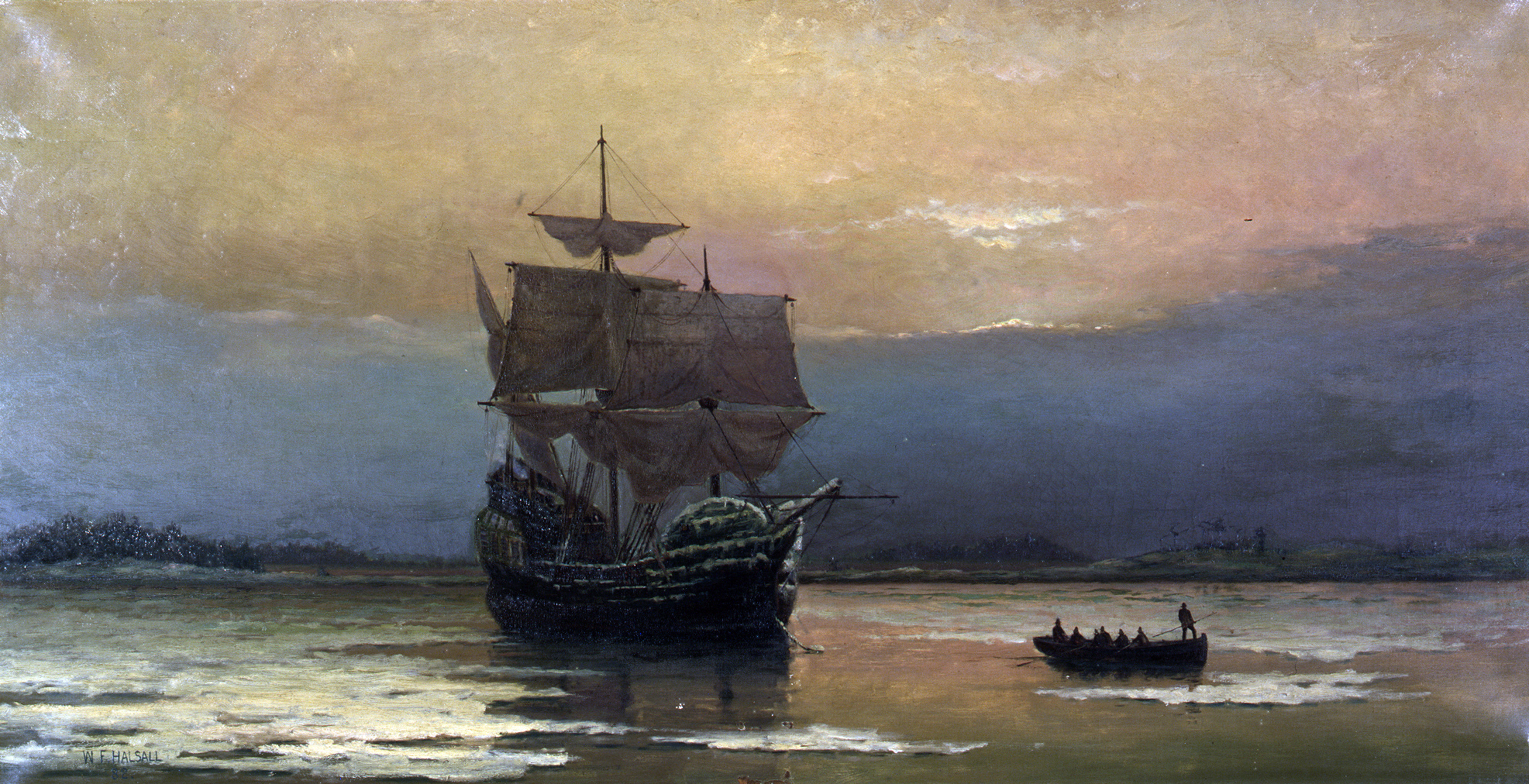
Mayflower in Plymouth Harbor por William Halsall (1882). Los peregrinos eran un grupo de puritanos que fundaron Plymouth en 1620.

En 1620 los primeros colonos ingleses en Massachusetts —los peregrinos— establecieron su colonia en Plymouth, desarrollando relaciones de amistad con los nativos wampanoag. Esta fue la segunda colonia inglesa permanente en América del Norte, después de Jamestown. Los peregrinos fueron seguidos pronto por otros puritanos, quienes en 1630 establecieron la colonia de la bahía de Massachusetts en el actual Boston.
Los puritanos, quienes creían que la iglesia de Inglaterra era demasiado jerárquica, llegaron a Massachusetts buscando libertad religiosa, aunque a diferencia de la colonia de Plymouth, la colonia de la bahía fue fundada bajo un estatuto real. Tanto la disidencia religiosa como el expansionismo dieron lugar a la creación de nuevas colonias, fundadas poco después en otros lugares de Nueva Inglaterra. Disidentes como Anne Hutchinson y Roger Williams fueron expulsados debido a desacuerdos religiosos. En 1636 Williams fundó la colonia de Rhode Island, Hutchinson se le unió varios años después.
En 1691 las colonias de la bahía de Massachusetts y Plymouth se unieron (junto con la actual Maine, que previamente había sido dividida entre Massachusetts y Nueva York) en la provincia de la Bahía de Massachusetts. Poco después de la llegada del nuevo gobernador la primera provincia, tuvieron lugar los juicios de Salem, en el que un número de hombres y mujeres fueron ahorcados.
El terremoto más destructivo conocido en Nueva Inglaterra se produjo en 1755, causando un daño considerable a lo largo de Massachusetts.

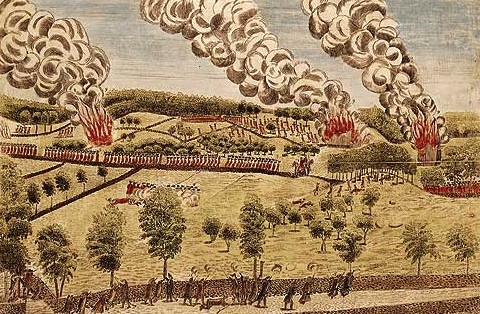
, acerca de las Batallas de Lexington y Concord.

Massachusetts fue el centro del movimiento por la independencia de Gran Bretaña; aquí durante mucho tiempo los colonos habían tenido relaciones incómodas con la monarquía británica, incluyendo una rebelión abierta bajo el Dominio de Nueva Inglaterra en la década de 1680. Las protestas contra los intentos británicos de gravar las colonias después de la guerra franco-india terminaron en 1763, dando lugar a los disturbios de la masacre de Boston en 1770 y al motín del té en 1773, aumentando la tensión hasta el punto de ruptura. La actividad antiparlamentaria llevada a cabo por hombres como Samuel Adams y John Hancock, seguido de represalias por parte del gobierno británico, fueron la principal razón para la unidad de las Trece Colonias y el estallido de la Revolución estadounidense.
Las Batallas de Lexington y Concord libradas en las ciudades de Concord y Lexington, Massachusetts, dieron inició a la Guerra de Independencia.
El futuro presidente George Washington se hizo cargo de lo que sería el Ejército Continental después de la batalla. Su primera victoria fue el sitio de Boston en el invierno de 1775-76, después de que los británicos se vieran obligados a evacuar la ciudad. Este evento todavía se celebra en el condado de Suffolk como día de la evacuación.
El bostoniano John Adams, conocido como el "Atlas de la Independencia", fue una figura importante tanto en la lucha por la independencia, como en la formación de los nuevos Estados Unidos. Adams estuvo muy implicado en el impulso para la separación de Gran Bretaña y la escritura de la constitución de Massachusetts en 1780.
Posteriormente estuvo activo en las primeras relaciones exteriores estadounidenses y sucedió a Washington como presidente de Estados Unidos. Su hijo John Quincy Adams, pasaría a convertirse en el sexto presidente.
Después de la independencia y durante los años de formación del gobierno estadounidense independiente, en 1786 a 1787 ocurrió un levantamiento armado en la mitad occidental del estado llamada la Rebelión de Shays. Los rebeldes eran en su mayoría pequeños agricultores enojados por la aplastante deuda de guerra y los impuestos. La rebelión fue uno de los principales factores en la decisión de redactar una constitución nacional más fuerte para reemplazar a los Artículos de la Confederación. El 6 de febrero de 1788, Massachusetts se convirtió en el sexto estado en ratificar la Constitución de los Estados Unidos.

## Demografía

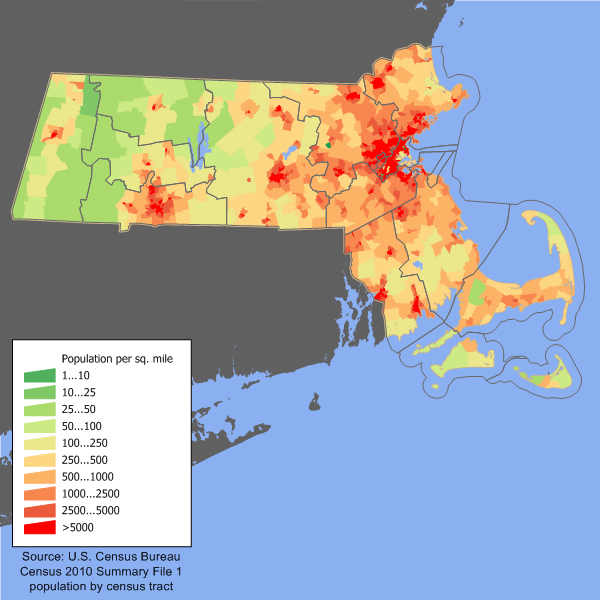
Mapa de densidad poblacional en Massachusetts.

En el censo estadounidense de 2020, Massachusetts tenía una población de más de 7 millones, un aumento del 7,4 % desde el censo estadounidense de 2010.En julio de 2023, se estimaba que la población había caído a 6,98 millones. Con 347 habitantes por kilómetro cuadrado en el año 2023, Massachusetts era el tercer estado más densamente poblado del país, por detrás de Nueva Jersey y Rhode Island.
La mayoría de residentes viven dentro del área metropolitana de Boston, también conocida como Gran Boston, que en su sentido más amplio incluye dos grandes ciudades de Nueva Inglaterra, Boston y Worcester. El área metropolitana de Springfield ubicada en el valle del río Connecticut, también conocida como Greater Springfield, es la segunda área metropolitana importante en el estado, incluye la revitalización de la ciudad de Springfield, y una ecléctica variedad de ciudades universitarias (por ejemplo, Amherst y Northampton) y las zonas rurales del norte y oeste del estado. El centro geográfico de población se encuentra en la ciudad de Natick.
Al igual que el resto del noreste de Estados Unidos, la población de Massachusetts no ha dejado de crecer en las últimas décadas, aunque a un ritmo más lento que los estados en el sur o el oeste. Los últimos cálculos del censo muestran que la población de Massachusetts creció un 3,9 % desde el 2000, en comparación con casi el 10 % a nivel nacional. En su decisión de dejar Massachusetts, los residentes más antiguos citan los altos costos de la vivienda y un alto costo de vida. Otro factor ha sido la transformación de una economía industrial a una basada en la alta tecnología, dejando pocas opciones de empleo para los trabajadores menos calificados, sobre todo los varones.
La inmigración extranjera compensa dichas pérdidas, haciendo que la población del estado siga creciendo a partir del censo de 2010 (sobre todo en ciudades donde los costos de vida son más bajos). Según un estudio de la Oficina del Censo en 2005, 40 % de los inmigrantes extranjeros proceden de América Central o del Sur. Muchas áreas del estado mostraron tendencias poblacionales relativamente estables entre 2000 y 2010. Los suburbios de Boston y las zonas costeras crecieron con mayor rapidez, mientras que el condado de Berkshire en el oeste y el condado de Barnstable en Cape Cod fueron los únicos condados que mostraron un descenso en la población a partir de 2010.
En 2005, el 79 % de la población del estado hablaba inglés, el 7 % español, el 3,5 % portugués, y el 1 % francés o chino.

### Razas y etnias
| Raza y Etnia                              | Alone | Alone | Total | Total |
| ----------------------------------------- | ----- | ----- | ----- | ----- |
| Blancos no hispanos o latinos             | 67.6% | 67.6  | 71.4% | 71.4  |
| Hispanos o latinos                        | —     |       | 12.6% | 12.6  |
| Negros                                    | 6.5%  | 6.5   | 8.2%  | 8.2   |
| Asiáticos                                 | 7.2%  | 7.2   | 8.2%  | 8.2   |
| Nativos                                   | 0.1%  | 0.1   | 0.9%  | 0.9   |
| Estadounidenses de las islas del Pacífico | 0.02% | 0.02  | 0.1%  | 0.1   |
| Otro                                      | 1.3%  | 1.3   | 3.6%  | 3.6   |

De acuerdo con el censo de 2010, la población era de 6 547 629 habitantes, de los cuales 3 166 628 (48,4 %) eran hombres y 3 381 001 (51,6 %) eran mujeres. En cuanto a la edad, el 78,3 % eran mayores de 18 años y el 13,8 % eran mayores de 65 años de edad, con una edad media es de 39,1 años. La edad media de los hombres es de 37,7 años y 40,3 años para las mujeres.

Pirámide de edad

En cuanto a la raza y el origen étnico fue de:
- 84,1 % blancos (76,4 % blancos no hispanos)
- 7,8 % afroamericanos
- 0,5 % amerindios o nativos de Alaska
- 5,6 % asiáticos (1,9 % chinos, 1.2 % de la India y 0,7 % vietnamitas)
- 0,1 % nativos de Hawái y otras islas del Pacífico
- 4,7 % otras razas

Los hispanos o latinos de cualquier nacionalidad componen el 9,9 % de la población.
Los blancos no hispanos son el grupo étnico más populoso del estado, dicho grupo ha disminuido del 95,4 % en 1970 a 76,4 % en 2011. En 2011 representaban en el 63,6 % de todos los nacimientos.Todavía en 1795 casi el 95 % la población de Massachusetts era de ascendencia inglesa. A comienzos y mediados del siglo XIX grupos de inmigrantes procedentes desde Irlanda comenzaron a llegar en gran número. Los irlandeses son el grupo más numeroso en el estado, con casi el 25 % de la población total. Otros grupos llegaron más tarde desde Quebec, así como de otros lugares de Europa, como Italia y Polonia. A principios del siglo XX, un número de afroamericanos emigraron a Massachusetts, aunque en menor número comparado con otros estados del norte. Posteriormente en el siglo XX, la inmigración procedente de América Latina, África, y Asia Oriental aumentó considerablemente. Massachusetts tiene la tercera población más grande de haitianos en los Estados Unidos.
Massachusetts también tiene una población relativamente grande de portugueses. Muchos de los primeros inmigrantes de habla portuguesa vinieron de las Azores en el siglo XIX, para trabajar en la industria de la caza de ballenas, en ciudades como New Bedford. Posteriormente llegaron más oleadas, esta vez para trabajar en la industria textil.Igualmente, en el estado vive una pequeña comunidad de grecoamericanos que, según la Encuesta Estadounidense sobre Comunidades, está formada por 83 701 personas (1,2% de la población total). Del mismo modo, es digno de mención que en Lowell vive la segunda mayor comunidad de camboyanos del país. Por su parte, la tribu wampanoag mantiene reservas en Aquinnah, en Martha's Vineyard, en Grafton y Mashpee en Cabo Cod, mientras que los nipmuck mantiene dos reservas estatales reconocidas en la parte central del estado.
Aunque Massachusetts evitó muchas de las formas más violentas de la lucha racial vistas en otros lugares de Estados Unidos, ejemplos como las proyecciones de éxito electoral nativista (principalmente anticatólico) Know Nothing en la década de 1850, las polémicas ejecuciones de Sacco y Vanzetti en la década de 1920, y la oposición de Boston para la desegregación en el transporte escolar en la década de 1970, muestran que la historia étnica de Massachusetts no fue del todo armoniosa.

### Religión
Massachusetts fue fundado y establecido por puritanos en el siglo XVII, pero actualmente sus descendientes pertenecen a muy diversas Iglesias. En la línea directa de la herencia son la congregacional Iglesia Unida de Cristo y Unitarios Universalistas. Ambas denominaciones se caracterizan por su firme apoyo de la justicia social, los derechos civiles y cuestiones morales, como la abolición de la esclavitud, la firme defensa de los derechos de la mujer y, después de 2000, el reconocimiento legal del matrimonio de personas del mismo sexo.
La sede mundial de la Iglesia Unitaria Universalista se encuentra en Beacon Hill en Boston. Hoy en día los protestantes representan menos de un cuarto de la población del Estado. Los católicos predominan ahora debido a la inmigración masiva procedente de Irlanda, Quebec, Italia, Polonia, Portugal, Puerto Rico y la República Dominicana. Una gran población judía llegó a las décadas de 1880–1920 del área de Boston. En 1879 en la ciudad de Boston se funda la Iglesia de Cristo, Científico, comúnmente llamada iglesia de la Ciencia Cristiana. Budistas, paganos, hindúes, adventistas del séptimo día, musulmanes y mormones también pueden encontrarse. Kripalu y el centro de meditación de Insight (Barre) son ejemplos de centros religiosos en Massachusetts.

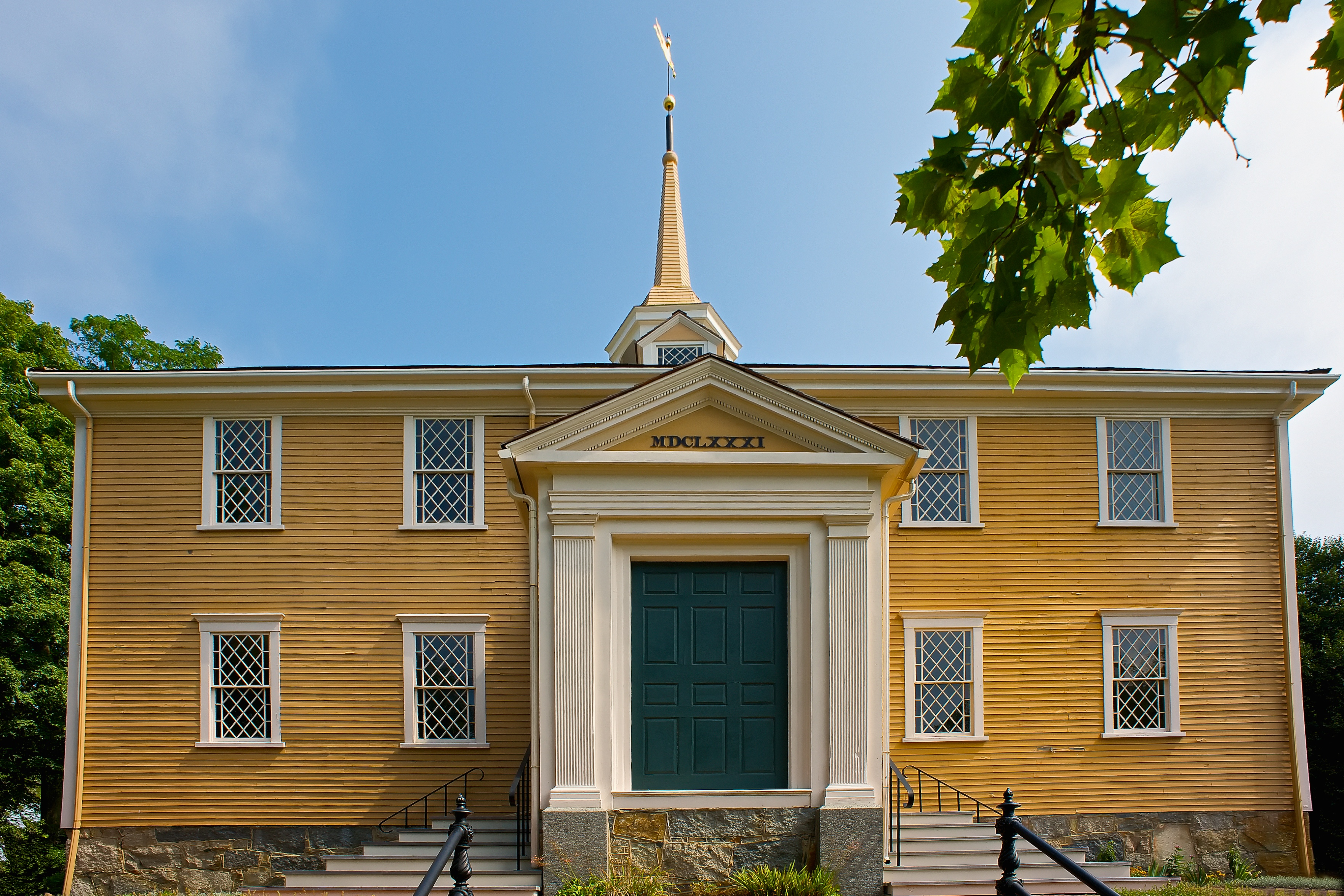
Construida en 1681, la iglesia Old Ship Church en Hingham es la iglesia más antigua de los Estados Unidos en uso continuo.

De acuerdo con la Asociación única de archivos de datos de religión, las denominaciones que más miembros abarcan son la Iglesia Católica, con 3 092 296, la Iglesia Unida de Cristo, con 121 826 y la Iglesia Episcopal con 98 963 adherentes, en tanto que Congregaciones judías tenía aproximadamente 275 000 miembros.
Religión 2019
- Protestantes - 23 %
- Católicos - 34 %,
- Cristianos ortodoxos - 1%
- Otras religiones - 9%
- Sin religión - 33 %

Población por religión
- Católicos - 2.380.358
- Protestantes - 1.610.242
- Cristianos ortodoxos - 70.001
- Otras religiones - 630.094
- Sin religión - 2.310.347

## Economía

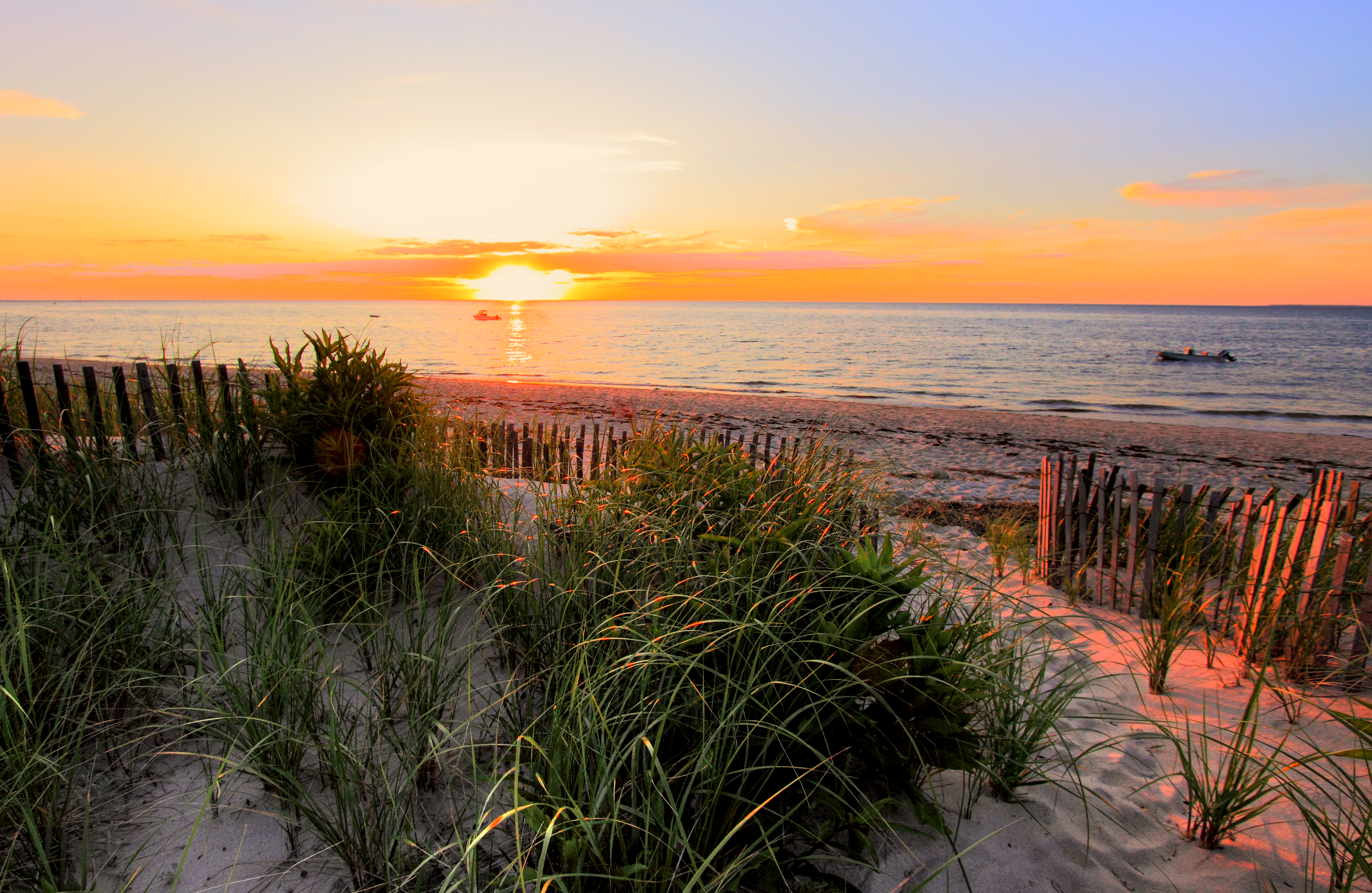
La bahía de Cabo Cod es un destino turístico muy popular.

Los Oficina de Análisis Económico de Estados Unidos estima que el producto interno bruto de Massachusetts en 2008 fue de 365 000 millones de dólares. El ingreso per cápita fue de 50 735 dólares, el tercero más alto de la nación. 13 empresas de Fortune 500 están localizadas en el estado, de las cuales las más grandes son Liberty Mutual Insurance Company Group de Boston y MassMutual de Springfield. La lista de "Top States for Business for 2010" de la CNBC, reconoció a Massachusetts como el quinto mejor en la nación.
Los sectores vitales para la economía incluyen la educación superior, la biotecnología, las finanzas, la salud y el turismo. La alta tecnología sigue siendo un sector importante, aunque pocas de las empresas tecnológicas más grandes tienen su sede allí. En los últimos años el turismo ha desempeñado un papel cada vez más importante en la economía del estado, con Boston y Cape Cod, siendo los principales destinos. Especialmente en verano, las islas de Martha's Vineyard y Nantucket son importantes destinos turísticos, siendo la primera lugar preferido de los expresidentes Clinton y Obama. Otros destinos turísticos populares incluyen Salem, Plymouth y los Berkshires. En junio de 2012 la tasa estatal de desempleo fue de 6,0 %, muy por debajo del nivel nacional de 8,2 %.
A partir de 2005, había 7700 granjas en Massachusetts abarcando un total de 2100 km², con un promedio de 0,28 km² cada una. Casi 2300 de 6100 granjas en el estado recaudaron menos de 2500 $ en 2007. Ciertos productos agrícolas notables incluyen el tabaco, la ganadería, frutas, nueces y bayas. Además es el segundo estado en la producción de arándanos en la unión (después de Wisconsin).

## Gobierno y política

### Constitución
La constitución de Massachusetts fue redactada por John Adams y se aprobó en 1780, cuando aún estaba en curso la guerra de independencia; cuatro años después de aprobados los Artículos de la Confederación y ocho años antes que la Constitución de los Estados Unidos fuera ratificada, el 21 de junio de 1788. Actualmente es la constitución escrita más antigua en continua vigencia, en el mundo. Se ha modificado 120 veces, la última en 2000.

### Política
Massachusetts es conocido por su política progresista; es un bastión del liberalismo estadounidense y del Partido Demócrata. En una encuesta de Gallup de 2018, Massachusetts fue el estado con el porcentaje más alto de su población identificada como liberal y el porcentaje más bajo identificada como conservadora, con un 35% y un 21% respectivamente.
Desde del censo de 2010, al estado le corresponde elegir 9 representantes. Los demócratas tienen el control absoluto sobre la delegación de Massachusetts ante el congreso; es decir, no hay republicanos elegidos por el estado, para servir a nivel federal. Tanto los 2 senadores como los 9 representantes son demócratas. Solo un republicano (el exsenador Scott Brown ) ha sido elegido por el estado para cualquiera de las cámaras del congreso, desde 1994. Massachusetts es el estado más poblado que está representado en el congreso de los Estados Unidos en su totalidad por un solo partido.

### Ejecutivo estatal
El jefe del ejecutivo estatal es el gobernador, aunque también existen otros funcionarios ejecutivos que no están bajo el control del gobernador. La constitución señala que ciertos funcionarios son electos separadamente. Algunos servicios públicos, o agencias independientes se crean por leyes especiales y el gobernador ejerce sobre ellas solo un control indirecto, a través de nombramientos. Son funcionarios electos separadamente: el gobernador, el vicegobernador, el fiscal general, el secretario del estado, el auditor estatal y el tesorero general.
El gobernador es elegido para un término de 4 años, al igual que el vicegobernador. De 1780 a 1918 el cargo se elegía anualmente y entre 1918 y 1964, cada 2 años. En 1966 se permitió que los candidatos a gobernador y vicegobernador, fueran en la misma papeleta o boleta electoral; para garantizar que fueran del mismo partido.
Existe además, un Consejo del Gobernador, que consta de ocho miembros, elegidos por distritos cada dos años. El consejo proporciona asesoramiento y consentimiento para nombramientos judiciales, designación de ciertos funcionarios públicos, incluidos notarios públicos y jueces de paz, indultos y conmutaciones de penas, y autoriza ciertos pagos del tesoro estatal. El gobernador preside sin derecho a voto el consejo, y en su ausencia, por el vicegobernador.
El gobernador tiene un gabinete de once secretarios, que supervisan las agencias estatales, que están bajo el control directo del gobernador. Nueve de los secretarios, presiden la oficina ejecutiva de sus respectivas áreas.
La actual gobernadora es la demócrata Maura Healey.

### Legislatura estatal
La legislatura estatal se conoce formalmente como la Corte General de Massachusetts, lo cual refleja sus deberes judiciales de la época colonial. Tiene dos cámaras: el senado de 40 miembros y la cámara de representantes, de 160 miembros. Los miembros de ambas cámaras tienen mandatos de dos años. Cada cámara elige a sus presidentes.
La corte general es responsable de promulgar las leyes del estado. Un proyecto se convierte en ley cuando es aprobado por ambas cámaras y el gobernador; o si este la ha vetado, si es aprobada por los dos tercios de una y otra cámara. Las leyes se publican en un boletín de leyes y resoluciones de Massachusetts, que están codificadas.

### Poder judicial estatal
El poder judicial interpreta y aplica la ley estatal, garantiza la igualdad ante la ley y proporciona un mecanismo para la resolución de disputas. El sistema judicial de Massachusetts consta de la Corte Judicial Suprema, la Corte de Apelaciones y los tribunales de primera instancia.
La corte judicial suprema supervisa el sistema judicial. Está compuesta por un presidente y 6 jueces asociados, designados por el gobernador, con el consentimiento del consejo del gobernador. Además de sus funciones de apelación, la corte judicial suprema es responsable del gobierno del sistema judicial y del colegio de abogados, establece (o aprueba) las reglas para el funcionamiento de los tribunales y, previa solicitud, proporciona opiniones consultivas al gobernador y a la legislatura sobre asuntos legales. Esta corte también supervisa las agencias judiciales afiliadas, incluida la junta de supervisores de abogados, la junta de examinadores de abogados, la junta de seguridad de clientes, el comité de asesores legales de salud mental y los servicios legales correccionales.
Existen además, una corte de apelaciones del estado, compuesta por 25 miembros, y numerosos tribunales de primera instancia.

## Organización territorial
Massachusetts está dividida en 14 condados. De ellos, cinco tienen gobierno propio (Barnstable, Bristol, Dukes County, Norfolk, Plymouth) y dos Nantucket y Suffolk gobierno combinado entre la ciudad y el condado. A pesar de esta distribución, se conservan distinciones legales y judiciales entre los condados, considerados entidades geográficas diferentes, aunque no a nivel político.

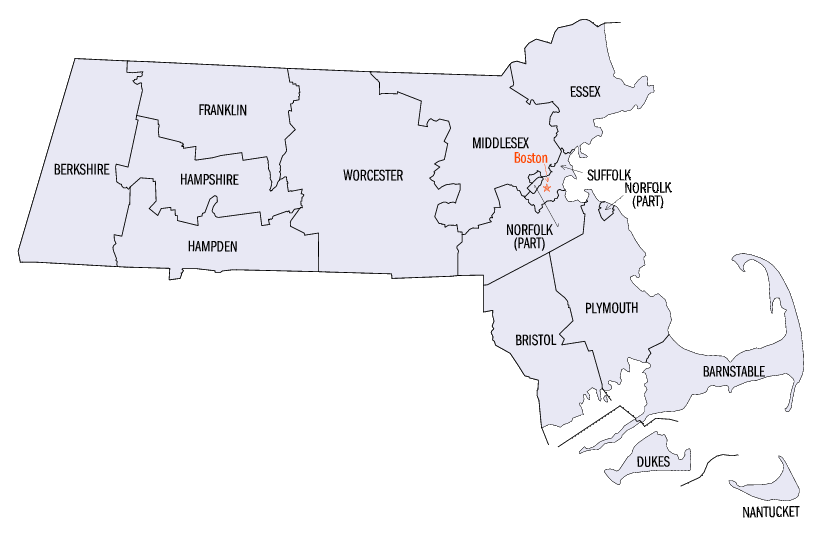
Condados de Massachusetts.

1. Barnstable,
2. Berkshire,
3. Bristol,
4. Dukes,
5. Essex,
6. Franklin,
7. Hampden,
8. Hampshire,
9. Middlesex,
10. Nantucket,
11. Norfolk,
12. Plymouth,
13. Suffolk
14. Worcester.

## Deporte

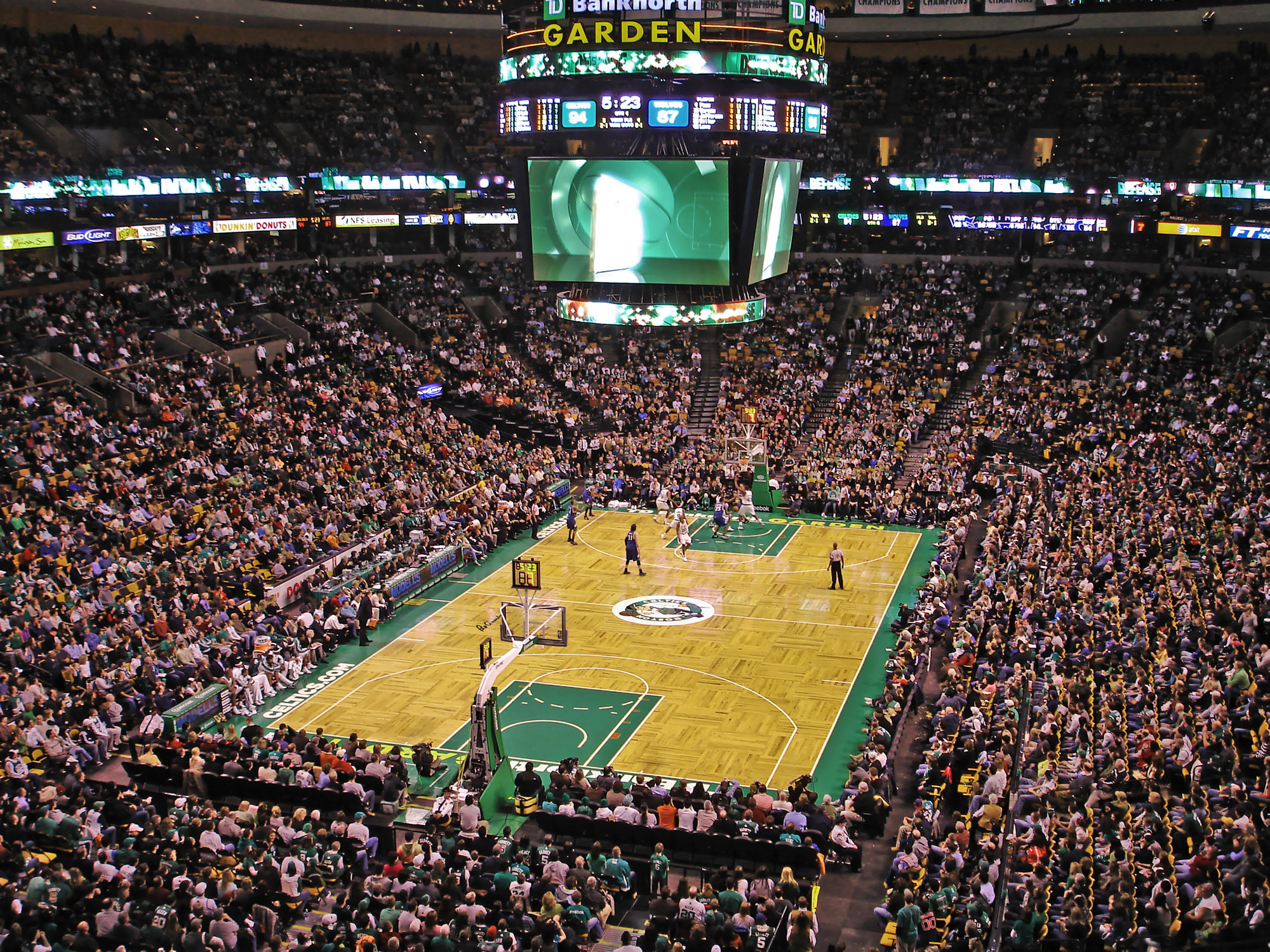
El TD Garden en Boston es el pabellón del equipo de baloncesto Boston Celtics de la NBA y de los Boston Bruins de la NHL.

El baloncesto y el voleibol son deportes que se inventaron en Massachusetts. El estado tiene equipos profesionales en las cuatro grandes ligas: los Boston Red Sox de las Grandes Ligas de Béisbol es el equipo con más campeonatos en este siglo con cuatro (2004, 2007, 2013, 2018), los New England Patriots de la National Football League ganadores del Super Bowl en el 2017 y subcampeones un año más tarde, los Boston Celtics de la National Basketball Association, y los Boston Bruins de la National Hockey League. Todos ellos han logrado múltiples títulos nacionales, en particular los Celtics que lideran junto a Los Angeles Lakers el historial de la NBA, con 17 campeonatos. Por su parte, el New England Revolution de la Major League Soccer ha sido subcampeón cinco veces. Además, desde 2018 cuenta con los New England Free Jacks que compiten en la Major League Rugby, donde obtuvieron el campeonato (2023). 
En fútbol estadounidense universitario, los Boston College Eagles han ganado un campeonato en la Big East Conference y ganaron el Sugar Bowl y el Cotton Bowl, en tanto que Harvard Crimson fue campeón nacional ocho veces entre 1875 y 1919. En baloncesto universitario, los Holy Cross Crusaders fueron campeones de la NCAA y los Boston College Eagles alcanzaron cuartos de final tres veces.
La Maratón de Boston es una de las más prestigiosas del mundo, y se realiza desde 1897.
El Country Club de Brookline fue uno de los que fundó la Asociación de Golf de Estados Unidos, y fue sede del Abierto de los Estados Unidos y la Copa Ryder. En tanto, el Campeonato Deutsche Bank se realiza desde 2003 en el TPC de Boston.

## Otras lecturas

### Visión general y encuestas
- Hall, Donald. ed. The Encyclopedia of New England (2005)
- Works Progress Administration. Guide to Massachusetts (1939)